# Михайлов, Борис Петрович
Бори́с Петро́вич Миха́йлов (род. 6 октября 1944, Москва) — советский хоккеист, советский и российский тренер. Заслуженный мастер спорта СССР (1969), Заслуженный тренер РСФСР, заслуженный тренер России. Полковник.

## Биография
Родился 6 октября 1944 года в Москве.
Игрок саратовского «Кристалла» (1962—1965), «Локомотива» (Москва) (1965—1967) и ЦСКА (1967—1980).
В течение долгого времени был капитаном сборной СССР.
Состоял в КПСС.
После окончания игровой карьеры стал тренером.
В 1981—1984, 1992—1997, 2002—2005 годах и в марте-ноябре 2006 года — главный тренер СКА (Ленинград/Санкт-Петербург) (третий призёр чемпионата МХЛ 1994); в 1998—2001 годах — главный тренер ЦСКА.
С ноября 2007 года по 2009 год — главный тренер ХК «Металлург» Новокузнецк.
Под его руководством (1992—1995, 2001—2002 годы) сборная России в 1993 году впервые в своей истории выиграла золотые медали чемпионата мира, а в 2002 году стала вице-чемпионом планеты. Входил в тренерский штаб сборной России на чемпионатах мира 2005 и 2006 года, на Олимпийских играх 2006 года.
В 1996 году Борис Михайлов руководил сборной России на Кубке мира. Сам он утверждал, что не хотел занимать этот пост, однако его уговорил президент Федерации хоккея России Валентин Сыч.
В 1997 году он вместе с Игорем Тузиком работал в тренерском штабе Игоря Дмитриева на чемпионате мира в Финляндии, однако, фактически, главным тренером сборной был именно Михайлов, поскольку Дмитриев был неизлечимо болен: Михайлов вёл игру и проводил разборы в перерыве, а Дмитриева иногда приводили на лавку, чтобы он мог пробыть там хотя бы матч.
Окончил МОГИФК (1979). Полковник в отставке.
Женат, имеет 2-х сыновей (Андрей и Егор), которые также посвятили себя хоккею.
В 2000 году введен в Зал славы ИИХФ.
В 2011-12 годах, вместе с Владимиром Петровым, Владиславом Третьяком, Георгием Полтавченко, Сергеем Егоровым и Артуром Чилингаровым входил в попечительский совет Международного турнира по хоккею с шайбой Arctic Cup.
Он вошел в число претендентов на включение в Зал хоккейной славы в Торонто в 2022 году. Михайлов становился претендентом на получение этого титула в 2019 году.

## Государственные награды
РФ
- орден «За заслуги перед Отечеством» II степени (Указ Президента РФ от 04.10.2024 № 853)
- орден «За заслуги перед Отечеством» IV степени (23.09.2004)
- орден Почёта (20.12.1996)
- орден Дружбы (21.01.2015)

СССР
- орден Ленина (07.07.1978)
- орден Трудового Красного Знамени (07.05.1975)
- орден «Знак Почёта» (03.03.1972)
- медаль «За трудовую доблесть» (30.05.1969)

## Достижения

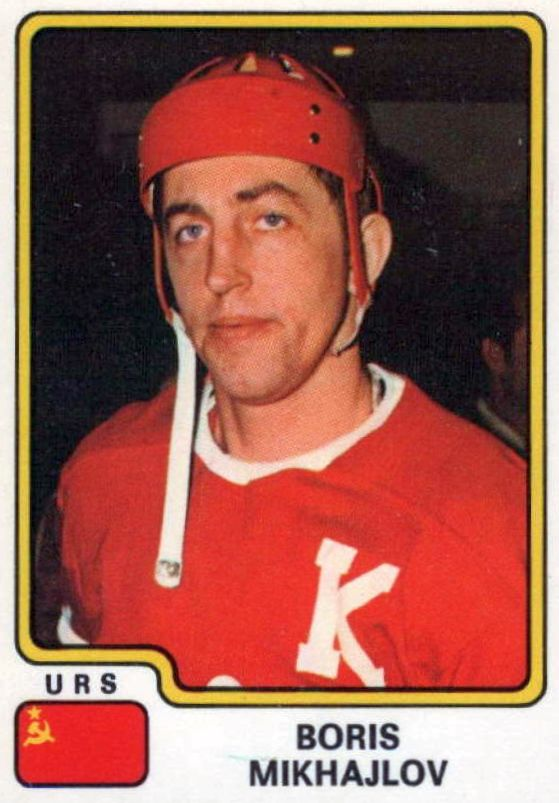
В форме капитана сборной СССР, 1979 год

### Командные

#### В клубе
- Обладатель Кубка Европы (10): 1969—1974, 1976, 1978—1980
- Чемпион СССР (10): 1968, 1970—1973, 1975, 1977—1980.
- Серебряный призёр чемпионатов СССР (3): 1969, 1974, 1976.
- Обладатель Кубка СССР (4): 1968, 1969, 1973, 1977
- Финалист Кубка СССР: 1976.
  - В чемпионатах СССР провел 572 игры (428 шайб).

#### В сборной
- Олимпийский чемпион (2): 1972, 1976.
- Серебряный призёр Олимпийских игр: 1980.
- Чемпион мира (8): 1969, 1970, 1971, 1973, 1974, 1975, 1978, 1979.
- Серебряный призёр ЧМ: 1972, 1976.
- Бронзовый призёр ЧМ: 1977.
- Чемпион Европы (7): 1969, 1970, 1973, 1974, 1975, 1978, 1979
- Серебряный призёр ЧЕ: 1971, 1972.
- Бронзовый призёр ЧЕ: 1976, 1977.
  - На ЧМ и ОИ провёл за сборную 120 игр (109 шайб).
- Обладатель Кубка Вызова 1979
- Победитель Спартакиады дружественных армий (Ленинград, СССР) (сборная Вооруженных сил СССР): 1975[8]

### Личные
- Лучший нападающий чемпионатов мира 1973, 1979.
- Лучший снайпер чемпионатов мира 1977, 1978.
- Лучший бомбардир чемпионата мира 1974.
- Лучший снайпер чемпионатов СССР 1975, 1976, 1978.
- Обладатель «Золотой клюшки» ИИХФ (Лучший хоккеист Европы) 1979 года.

### В качестве тренера
- Чемпион мира 1993.
- Серебряный призёр ЧМ-2002.
- Третий призёр МХЛ (СКА) 1994.

## Образ в кино
В российском кинофильме «Валерий Харламов. Дополнительное время» роль Б. Михайлова исполнил Кирилл Кяро.
В российском кинофильме «Легенда № 17» роль Б. Михайлова исполнил Тимур Ефременков.